# Sepp Daxenberger

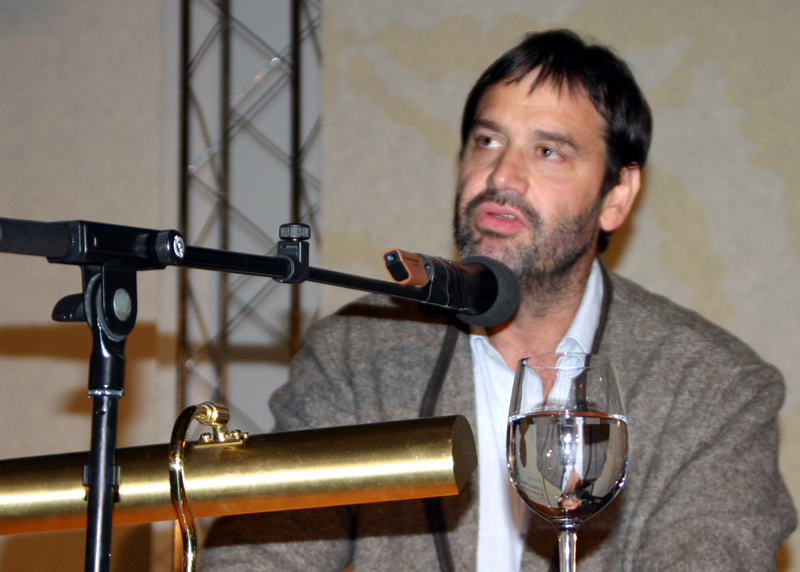
Sepp Daxenberger (Oktober 2008)

Josef „Sepp“ Daxenberger (* 10. April 1962 in Waging am See; † 18. August 2010 in Traunstein) war ein deutscher Politiker der Partei Bündnis 90/Die Grünen im Bayerischen Landtag.

## Leben
Nach der mittleren Reife machte Daxenberger eine Ausbildung zum Schmied, er legte die Meisterprüfung ab. Später wurde er Bauer im Ortsteil Nirnharting in Waging am See.
Im Dezember 2003 wurde bei ihm ein Plasmozytom, eine Krebserkrankung des Knochenmarks, diagnostiziert, was ihn bei seiner politischen Tätigkeit immer wieder beeinträchtigte. Im Juni 2010 erlitt er einen leichten Schlaganfall.
Am 18. August 2010 erlag er seinem Krebsleiden. Seine Ehefrau Gertraud (* 1961) starb 49-jährig drei Tage vor ihm am 15. August 2010 ebenfalls an Krebs. Sie hinterließen drei Söhne. Zur Erinnerung an Sepp Daxenberger wurde der Sepp-Daxenberger-Preis ins Leben gerufen.

## Politische Laufbahn

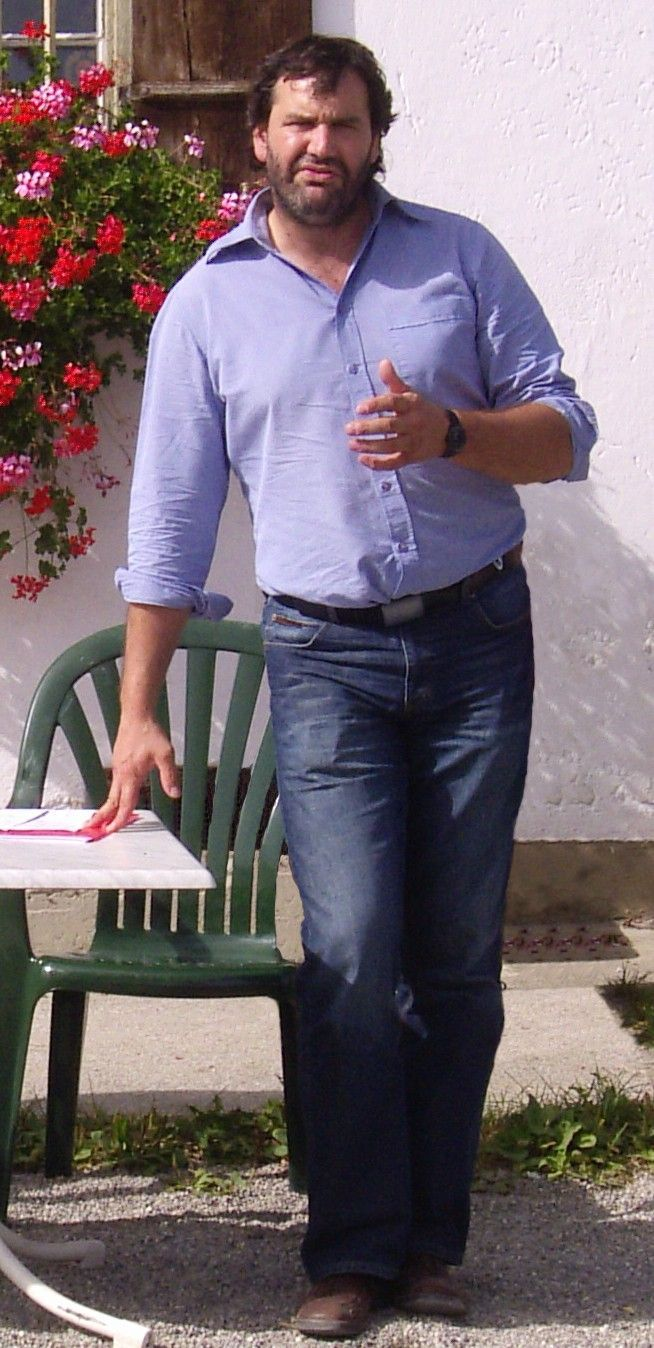
Sepp Daxenberger im Wahlkampf (2005)

Sepp Daxenberger war von 1990 bis 1996 Abgeordneter im Bayerischen Landtag. In der Fraktion der Grünen war er agrar- und jugendpolitischer Sprecher. Von 1998 bis 2003 vertrat er die Grünen im Bezirkstag von Oberbayern.
Von 1996 bis 2008 war er hauptamtlicher Bürgermeister von Waging am See und damit der erste grüne Bürgermeister in Bayern. In dieser Zeit wurden die Grünen stärkste Fraktion im Gemeinderat. Von November 2002 bis Oktober 2008 war er Landesvorsitzender der bayerischen Grünen (seit November 2003 gemeinsam mit Theresa Schopper).
2006 wurde Daxenberger auf der Landesdelegiertenkonferenz trotz krankheitsbedingter Abwesenheit mit 92,5 % für zwei weitere Jahre in seinem Amt als Landesvorsitzender bestätigt. Am 7. Juni 2008 wurde Daxenberger auf der Landesdelegiertenkonferenz mit 93 % zum alleinigen Spitzenkandidaten der bayerischen Grünen für die Landtagswahl 2008 gewählt. Er kandidierte im Stimmkreis Berchtesgadener Land und erzielte mit 26,5 % der Erststimmen ein Rekordergebnis für seine Partei. Den Stimmkreis gewann dennoch die CSU und Daxenberger wurde über die Bezirksliste Oberbayern in den Landtag gewählt. Aufgrund der Grünen-Partei-Statuten, welche eine Trennung von Amt und Mandat vorsehen, schied Sepp Daxenberger damit aus dem Landesvorstand aus. Zu seinem Nachfolger als Landesvorsitzender wurde auf der Landesdelegiertenkonferenz in Rosenheim im Oktober 2008 Dieter Janecek gewählt. Seit der Wahl 2008 war Daxenberger Fraktionsvorsitzender im Bayerischen Landtag zusammen mit Margarete Bause. Am 9. Juni 2010 trat Daxenberger krankheitsbedingt von diesem Amt zurück.
Zudem war er Beirat im Bayernbund.